# Kỹ thuật giao thoa với đường cơ sở rất dài

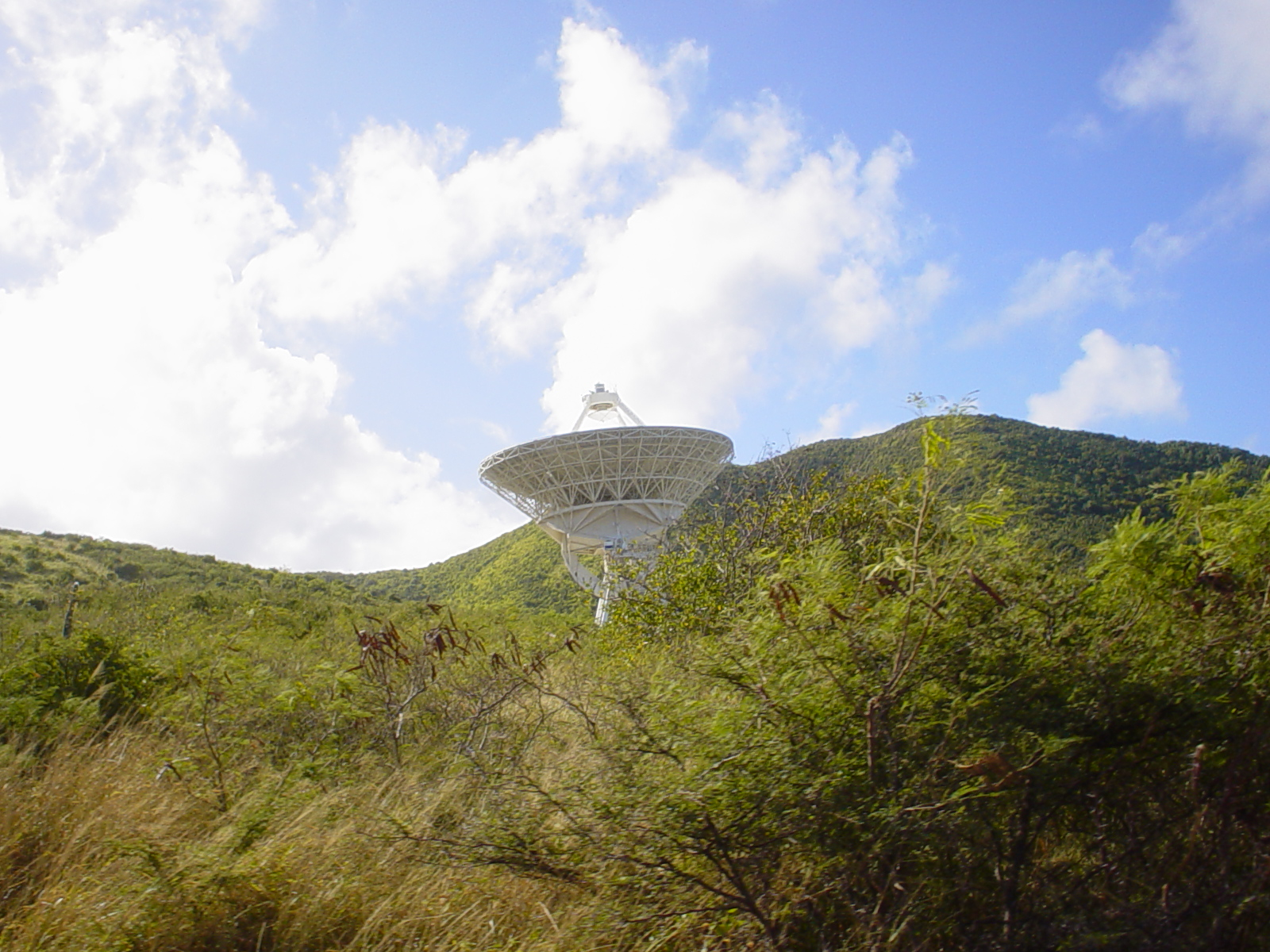
Một trong 10 kính thiên văn radio của VLBA.

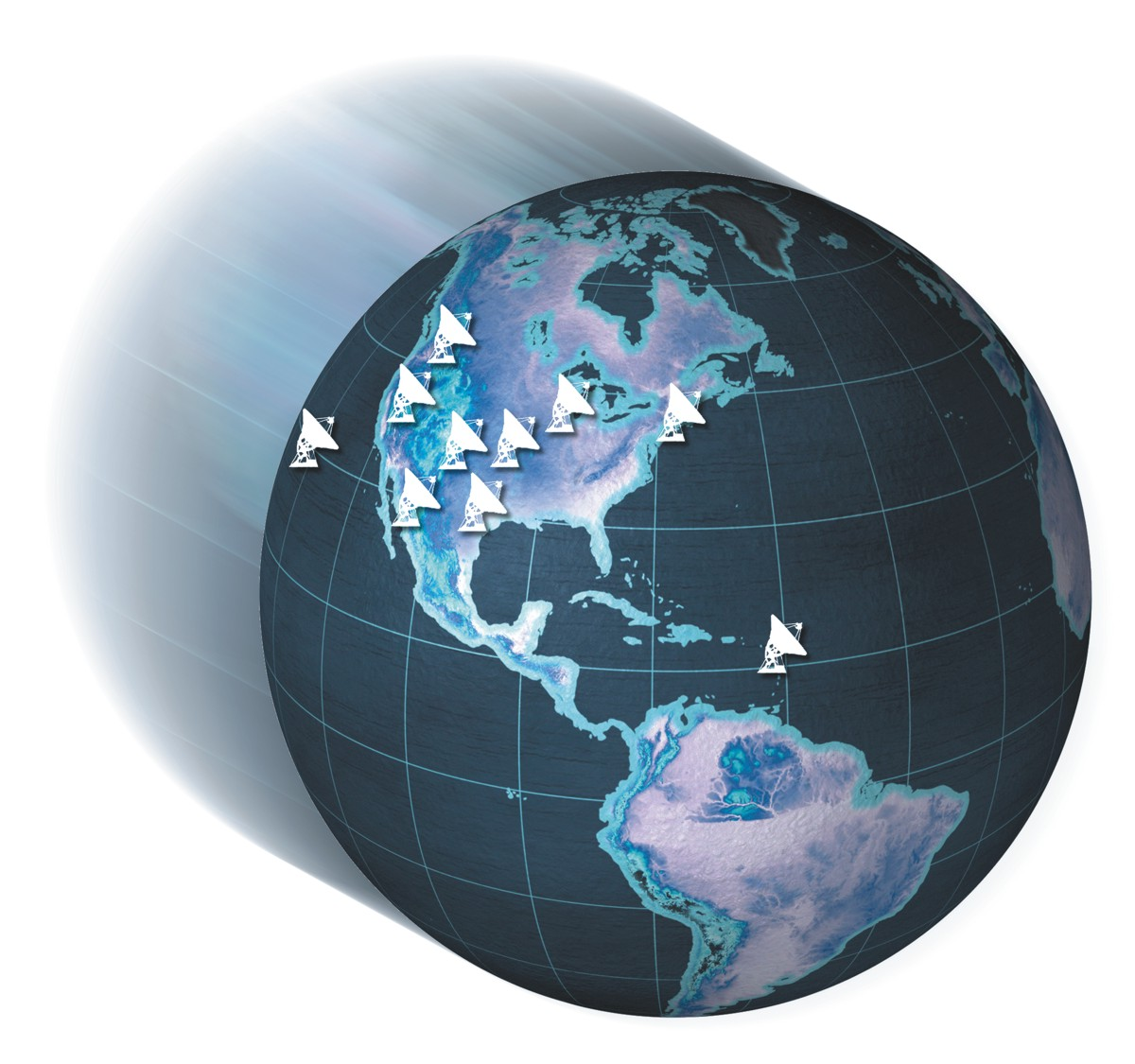
Phân bố kính VLBA.

Kỹ thuật giao thoa với đường cơ sở rất dài- phương pháp quan sát các nguồn radio trong ngành thiên văn vô tuyến bằng hai hay nhiều kính viễn vọng vô tuyến nhờ ứng dụng hiện tượng giao thoa các tín hiệu nhận được. Các thiết bị đo giao thoa vô tuyến được phân thành hai loại: giao thoa kế vô tuyến địa phương và giao thoa vô tuyến đường cơ sở rất dài (tiếng Anh: Very Long Baseline Interferometry, viết tắt: VLBI). Giao thoa kế vô tuyến còn được phân loại theo cách phân bố các kính viễn vọng vô tuyến trên chân đế hình đường thẳng, chữ thập, chữ T hay chữ Y. Các bộ phận (các kính viễn vọng vô tuyến) của chân đế được nối đến trung tâm. Các giao thoa kế vô tuyến lớn nhất hiện nay nằm ở các nước như Hà Lan, Anh, Hoa Kỳ.

## Giao thoa vô tuyến đường cơ sở rất dài
Ngoài việc ghi nhận các nguồn radio như ở các giao thoa kế địa phương, giao thoa kế vô tuyến chân đế dài có kết quả trên cơ sở kết nối giao thoa kế các tín hiệu của các kính viễn vọng cách xa nhau, nhờ việc đồng bộ hóa các ghi nhận từ khác nhau. Lần đầu tiên giao thoa kế VLBI được sử dụng vào năm 1964 trên vành chân đế dài 55 km Gainesville/ Ocala tại Hoa Kỳ để quan sát bức xạ vô tuyến của Thổ Tinh.
Ngày nay phương pháp này dùng trong quan sát các quasar và nhân thiên hà nhờ độ nét của nó đạt đến tận 10−3 giây góc. Độ chính xác trong xác định vành chân đế là 1 cm, trong đồng bộ hóa thời gian bằng đồng hồ nguyên tử là vài nano giây. Nhờ các khả năng này giao thoa kế VLBI còn được dùng trong ngành trắc địa và dùng để xác định độ bất thường trong chuyển động xoay của Trái Đất. Các giao thoa kế vô tuyến chân đế dài được lắp đặt phần lớn trên hai bờ Đại Tây Dương và chúng hoạt động liên đại lục.
Trong tương lai, các nhà thiên văn học có thể thu thập các kết quả đo đạc giao thoa vô tuyến tốt gấp 10 lần nhờ công trình xây dựng giao thoa kế vô tuyến chân đế dài vũ trụ (tiếng Anh: Space Very Long Baseline Interferometry, viết tắt: SVLBI) đang được tiến hành.